# Flygon
Flygon (Japans: フライゴン - Furaigon) is een fictief wezen uit de Pokémon-wereld. De naam Flygon komt van het Engelse Fly (vliegen) en Dragon (draak).
Flygon is een "mystieke" Pokémon van het Type Grond/Draak en heeft een groene lichaamskleur met rode ogen. Flygons komen vaak voor in gebieden met veel zand, zoals woestijnen. Als er vijanden komen, creëert hij vaak met zijn vleugels een zandstorm en verstopt hij zich daarachter. Deze Pokémon is in het spel Pokémon Emerald te verkrijgen door een Trapinch te vangen in de Desert (woestijn) en hem tweemaal te laten evolueren (Trapinch - Vibrava - Flygon).

## Evoluties
Trapinch is de eerste fase van Flygon. Trapinch is een Mieren Put Pokémon. Hij heeft een grote bek en een sterk lichaam, waarmee hij krachtige aanvallen mee uit kan voeren, maar die niet al te snel zijn. Trapinch evolueert op level 35 in een Vibrava, een Vibratie Pokémon. Op deze fase krijgt hij vleugels. Door snel met zijn vleugels te bewegen kan deze pokemon supersonische aanvallen uitvoeren. Vibrava evolueert uiteindelijk op level 45 in een Flygon. Flygon is een mystic pokemon. als hij met zijn vleugels wappert, dan lijkt het net op zingen. Sommigen zeggen dat Flygon de "spirit of the desert" is.
- Trapinch
- Vibrava
- Flygon

## Ruilkaartenspel
Er bestaan zeven standaard Flygon kaarten, vier met type Colorless, twee met type Fighting en één met het type Dragon als element. Ook bestaan er twee Flygon ex-kaarten, één Forina's Flygon en één Flygon LV.X-kaart, met alle vijf het type Colorless. Verder bestaat er nog één Grass-type Flygon δ-kaart en één Psychic-type Flygon ex δ-kaart.